# (1878) Hughes
(1878) Hughes (1933 QC) – planetoida z pasa głównego asteroid okrążająca Słońce w ciągu 4,8 lat w średniej odległości 2,85 j.a. Odkryta 18 sierpnia 1933 roku.